# БМК-130
БМК-130 — буксирно-моторный катер. Предназначен для буксировки паромов при устройстве мостовых и паромных переправ, переноса моста на другой створ, забрасывания якорей, для разведки реки и выполнения различных задач при оборудовании и содержании переправ.

## Техническое описание
На катере установлен двухтактный однорядный судовой двигатель ЯАЗ-204А-ср-2,5 с замкнутой одноконтурной системой охлаждения. Коробка передач заменена на реверс-редуктор. Вместо вентилятора установлен водяной насос.
Реверс-редуктор предназначен для включения гребного винта на передний и задний ход, отключения гребного вала от двигателя и понижения числа оборотов относительно коленчатого вала двигателя. Реверс-редуктор включается тумблером на щитке приборов.
Двигатель и реверс-редуктор размещается открыто в носовой части корпуса, за ними размещены места моториста и его помощника, а также ручной водооткачивающий насос. В корме находятся топливные баки, буксирный трос, комплект ЗИП, спасательный круг, брезентовая кабина.

### Технические характеристики судового двигателя ЯАЗ-204А-СР-2.5М
Тип — двухтактный, вертикальный, однорядный с прямоточной клапанно-щелевой продувкой, с реверсивно-редукторной передачей.
- Мощность номинальная на фланце выходного вала реверс-редуктора на переднем ходу, кВт (л. с.) — 73,6 (100)
- Частота вращения коленчатого вала дизеля, об/мин:
  - при номинальной мощности — 1900
  - при максимальной мощности — 2000
  - максимальная на заднем ходу — 1650
  - минимально устойчивая на холостом ходу — (400…500)
- Максимальный крутящийся момент, развиваемый дизелем, Н*м (кгс*м), не менее:
  - на переднем ходу — 490 (50)
  - на заднем ходу — 294 (30)
- Габариты дизеля, мм:
  - длина — 1684
  - ширина — 981
  - высота — 1048
- Масса сухая, кг — 950
- Удельный расход топлива, г/л.с*ч — 206
- Полный запас топлива - 294 кг
- Автономность - 11 часов
- Реверс-редуктор — СРРП-50-2,5
- Передаточное число редуктора на переднем ходу — 2,485
- Передаточное число редуктора на заднем ходу — 2,9

### Технические характеристики катера
- скорость свободного хода — 21,5 км/ч;
- тяга на швартовах — 1450 кг;
- полное водоизмещение — 3660 кг;
- наибольшая осадка — 0,58 м;
- максимальная скорость буксировки по шоссе — 50-60 км/ч;
- максимальная скорость буксировки по бездорожью — 20-25 км/ч.

### Эксплуатация (боевое применение)
Катер входил в состав понтонных парков: ТПП, ЛПП, ТПП, ПМП, НЖМ-56 (Наплавной железнодорожный мост).
Также катер поставлялся в дорожные войска Тыла ВС, где использовался в тыловых понтонных парках и сваебойно-обстроечных паромах при строительстве высоководных мостов.